# Johann Christoph Vogel
Johann Christoph Vogel (Nuremberg, Baviera, 18 de març de 1756 - París, Illa de França, 18 de juny de 1788) fou un compositor alemany.
Deixeble de Riepel a Ratisbona, el 1776 es traslladà a París, on lluità contra tota classe d'obstacles fins a veure representada el 1786 la seva òpera La Toison d'or, que feu concebre forces esperances per l'esdeven-ir del compositor.
El 1787 s'executà l'obertura de la seva nova òpera, Demophon, que assolí un èxit grandiós, igual que més tard l'estrena completa de l'òpera el 1789 quan el seu autor ja havia mort.

## Anàlisi
Vogel fou un compositor d'un talent positiu, el qual la seva prematura mort li impedí donar la mida de la seva vàlua, ja no no havia aconseguit desprendre's per complet de la influència Gluck, pel que sentia una profunda admiració. A part de les dues òperes mencionades, també va compondre simfonies, simfonies concertants, sis quartets per a corn i instruments de corda. No és segur que fos l'avi del també compositor Adolphe Vogel (1805-1892).